# 秀丽鼠刺
秀丽鼠刺（学名：Itea amoena）为虎耳草科鼠刺属下的一个种。

## 扩展阅读
- 維基物種上的相關：秀丽鼠刺